# Meridià 57 a l'est
El meridià 57 a l'est de Greenwich és una línia de longitud que s'estén des del pol Nord travessant l'oceà Àrtic, Àsia, l'oceà Índic, l'oceà Antàrtic i l'Antàrtida fins al pol Sud.
El meridià 57 a l'est forma un cercle màxim amb el meridià 123 a l'oest. Com tots els altres meridians, la seva longitud correspon a una semicircumferència terrestre, uns 20.003,932 km. Al nivell de l'Equador, és a una distància del meridià de Greenwich de 6.345 km.

## De Pol a Pol
Començant en el pol Nord i dirigint-se cap al pol Sud, aquest meridià travessa:
| Coordenades                             | País, territori o mar | Notes                                                                                              |
| --------------------------------------- | --------------------- | -------------------------------------------------------------------------------------------------- |
| 90° 0′ N, 57° 0′ E / 90.000°N,57.000°E  | Oceà Àrtic            | |
| 81° 32′ N, 57° 0′ E / 81.533°N,57.000°E | Rússia                | Illes de Karl-Alexander, Jackson, Payer, Ziegler, Salisbury, i MacKlintok, Terra de Francesc Josep |
| 80° 3′ N, 57° 0′ E / 80.050°N,57.000°E  | Mar de Barents        | |
| 75° 22′ N, 57° 0′ E / 75.367°N,57.000°E | Rússia                | Illa Séverni, Nova Terra                                                                           |
| 73° 19′ N, 57° 0′ E / 73.317°N,57.000°E | Mar de Kara           | |
| 70° 51′ N, 57° 0′ E / 70.850°N,57.000°E | Rússia                | Illa Iujni, Nova Terra                                                                             |
| 70° 29′ N, 57° 0′ E / 70.483°N,57.000°E | Mar de Barents        | Mar de Petxora                                                                                     |
| 68° 32′ N, 57° 0′ E / 68.533°N,57.000°E | Rússia                | |
| 51° 3′ N, 57° 0′ E / 51.050°N,57.000°E  | Kazakhstan            | |
| 45° 14′ N, 57° 0′ E / 45.233°N,57.000°E | Uzbekistan            | |
| 41° 54′ N, 57° 0′ E / 41.900°N,57.000°E | Turkmenistan          | |
| 41° 36′ N, 57° 0′ E / 41.600°N,57.000°E | Uzbekistan            | |
| 41° 15′ N, 57° 0′ E / 41.250°N,57.000°E | Turkmenistan          | |
| 38° 10′ N, 57° 0′ E / 38.167°N,57.000°E | Iran                  | |
| 26° 50′ N, 57° 0′ E / 26.833°N,57.000°E | Golf d'Oman           | |
| 24° 4′ N, 57° 0′ E / 24.067°N,57.000°E  | Oman                  | |
| 18° 50′ N, 57° 0′ E / 18.833°N,57.000°E | Oceà Índic            | Passa a l'est d'Agalega, Maurici · Passa a l'est de l'illa de Maurici                              |
| 60° 0′ S, 57° 0′ E / 60.000°S,57.000°E  | Oceà Antàrtic         | |
| 66° 27′ S, 57° 0′ E / 66.450°S,57.000°E | Antàrtida             | Territori Antàrtic Australià, reclamada per Austràlia                                              |
| 66° 42′ S, 57° 0′ E / 66.700°S,57.000°E | Oceà Antàrtic         | |
| 66° 59′ S, 57° 0′ E / 66.983°S,57.000°E | Antàrtida             | Territori Antàrtic Australià, reclamada per Austràlia                                              |